# جائزة هوغو لأفضل رواية قصيرة
جائزة هوغو لأفضل رواية قصيرة هي واحدة من جوائز هوغو تمنح كل عام لقصص الخيال العلمي والفانتازيا المنشورة باللغة الإنجليزية أو المترجمة إلى اللغة الإنجليزية خلال العام الماضي. تتاح الجائزة للأعمال الروائية الخيالية ما بين 17500 و 40000 كلمة.